# Orthobellus leguminosarum
Orthobellus leguminosarum är en svampart som beskrevs av A.A. Silva & Cavalc. 1973. Orthobellus leguminosarum ingår i släktet Orthobellus och familjen Schizothyriaceae.   Inga underarter finns listade i Catalogue of Life.